# Ancyluris erigone
Ancyluris erigone är en fjärilsart som beskrevs av Jean Baptiste Boisduval 1870. Ancyluris erigone ingår i släktet Ancyluris och familjen Riodinidae. Inga underarter finns listade i Catalogue of Life.